# Zatoka Salonicka
Zatoka Salonicka – niewielka zatoka w Grecji na Morzu Egejskim, przy której położone jest miasto Saloniki. Zatoka stanowi najdalej na północ wysuniętą część większej Zatoki Termajskiej, oddzielającej Półwysep Chalcydycki od Tesalii.